# Greenwich Historical Society
Die Greenwich Historical Society ist eine unabhängige gemeinnützige Organisation mit Sitz in Cos Cob, Connecticut, die sich der Bewahrung und Darstellung der Geschichte von Greenwich widmet. Sie wurde 1931 gegründet und erwarb 1957 das historische Bush-Holley House, das 1991 den Status eines National Historic Landmark erhielt.

## Geschichte
Die Greenwich Historical Society sammelt und dokumentiert die Geschichte von Greenwich, Connecticut, USA, einem schönen und historisch bedeutsamen Vorort von New York City und Tor zu Neuengland, der 1640 gegründet wurde. Die Greenwich Historical Society wurde 1931 gegründet und erwarb das Bush-Holley House 1957. Sie ist von der American Alliance of Museums akkreditiert, Mitglied der Historic Artists Homes and Studios und eines von 21 Museen auf dem Connecticut Art Trail.
Die Greenwich Historical Society hat ein ehemaliges Railroad Hotel, einen Saloon und eine Residenz aus dem Jahr 1805 restauriert und dabei die originalen Fußböden und Tapeten erhalten. Das Gebäude, das nach seinem früheren Besitzer Tobias Burke Toby's genannt wurde, beherbergt heute einen Museumsshop und ein Café. Angeschlossen sind ein Museum und eine Bibliothek mit einer Fläche von 9900 Quadratmetern. Zu den Höhepunkten gehören zwei Museumsgalerien, in denen Werke aus den ständigen Sammlungen und Sonderausstellungen gezeigt werden, sowie eine öffentlich zugängliche Forschungsbibliothek und ein Archiv mit über 40.000 Objekten, die das reiche kulturelle Erbe von Greenwich dokumentieren.
Die Greenwich Historical Society organisiert Ausstellungen, Märkte und Gemeinschaftsveranstaltungen und bietet Vorträge sowie Bildungsprogramme an. Zudem ist sie Mitglied von Historic Artists’ Homes and Studios und verfügt über eine permanente Sammlung von Gemälden, darunter Werke von John Henry Twachtman. 
Die Sammlung des Museums besteht aus Objekten, die mit der Geschichte der Stadt Greenwich und der Bush-Holley Historic Site, der Heimat der ersten impressionistischen Künstlerkolonie –  Cos Cob Art Colony  – in Connecticut zu Beginn des 20. Jahrhunderts, verbunden sind und diese vermitteln. Die Sammlungsobjekte stammen aus dem 18. bis 20. Jahrhundert und dokumentieren die materielle Kultur der heutigen und früheren Bewohner von Greenwich und der Region – Kunst und Kunsthandwerk, maritime, landwirtschaftliche, industrielle und häusliche Artefakte, Kostüme und Textilien sowie Gemälde und andere Werke von Künstlern, die im Bush-Holley-Haus lebten oder es besuchten. Viele der Exponate sind im Bush-Holley-Haus ausgestellt und bilden den Kontext für dessen doppelte Interpretation – die Familie Bush von 1790 bis 1825 und die Cos Cob Künstler-Kolonie von 1890 bis 1920.

## Dauerausstellung
Zu den Ausstellungen in der Galerie der ständigen Sammlungen gehören The Cos Cob Art Colony, John Henry Twachtman's Front Porch, Treasures from the Collections: Keramik von Leon Volkmar und der Kurzfilm Our Place in History.